# پارک ملی دریایی نخیلو

موقعیت پارک ملی دریایی نخیلو در استان بوشهر

پارک ملی(بوستان ملی) دریایی نَخیلو (دیّر- نخیلو)، «واقع در بخش بردخون - شهرستان دیر در جنوب شرق استان بوشهر - ایران» با ۲۰هزار هکتار مساحت، در ۱۲ بهمن ۸۶ در شورای عالی حفاظت محیط زیست از قسمت شرقی منطقه حفاظت‌شده مند مستقل و طی مصوبه شماره ۲۹۶ به پارک ملی دیر – نخیلو ارتقا یافته و به ثبت رسید که به بهشت پرندگان ایران معروف است.
این پارک شامل خور تهمادون دربردارندهٔ جزایر نخیلو، تهمادون، ام الگرم بوده که مکان مناسب و آرامی برای تخم‌گذاری پرندگان و لاک‌پشت‌ها در جزایر خلیج فارس است. علاوه بر آن یک سوم پارک مساحت خشکی ساحل در فاصله دو کیلومتری محاذی جاده دیر - بوشهر محاذی دو روستای زیدون تا ملگنزه است و بالاترین ارتفاع این ناحیه ده متر است. جزایر نخیلو و ام الگرم از زیستگاه‌های عمده و مهم منطقه خلیج‌فارس در جهت زادآوری پرستوهای دریایی اند که همه ساله در فصل تابستان پذیرایی جمعیت قابل توجهی از انواع پرستوهای دریایی کاکلی کوچک کاکلی بزرگ و پشت تیره، سلیم خرچنگ خوار، اگرت ساحلی و سلیم کوچک می‌باشند. جزیره ام الگرم زیستگاه بزرگ‌ترین کلونی جوجه آوری سلیم خرچنگ خوار در سطح خاورمیانه است و وجود جنگل‌های مانگرو، سواحل شنی و ماسه ای از جاذبه‌های اکوتوریستی این جزیره است.
اوایل اردیبهشت این مناطق میزبان گونه‌های پرستوی دریایی، فلامینگو، کاکایی، حواصیل و سلیم خرچنگ‌خوار است که تا اوایل شهریور می‌مانند و بعد از بزرگ شدن جوجه‌ها به شمال ایران و سیبری کوچ می‌کنند. زمان تخم‌گذاری لاک‌پشت‌ها مرداد است. در این پارک پرندگان و لاک‌پشت‌ها در دو مکان جدا از هم تخم‌گذاری می‌کنند و هیچ‌کدام به محل تخم‌گذاری دیگری تجاوز نمی‌کند. این جزایر در زمان تخم‌گذاری پذیرای ۳۰هزار جفت پرنده مهاجر است.

## جنگل‌های حرا
جنگل‌های حرای مل‌گنزه در سواحل روستای ملگنزه و مقابل جزیره گرم از محدوده بخش بردخون در ۲۴ مایلی غرب بندر دیر به مساحت ۲۵ هکتار قرار دارد که و زیستگاه پرندگان مهاجر آبزی مثل باکلان‌ها (قره غاز) بوده و محل مناسب تخم‌گذاری ماهی‌ها و میگوهاست.
مسیر دسترسی از طریق طی مسافت نیمی از جاده ساحلی بردخون به بندر دیر مابین روستای دروداحمد و کالو است آنگاه تا حرای ساحلی ۷ کیلومتر طی مسیر خواهد بود.

## پوشش گیاهی
گونه‌های شاخص گیاهی منطقه شامل انوکنمون سودامبولیس، دامبارنکیما، هالوکاریس، ساریکورینا، و درختان حرا، گز، کهور پاکستانی، تهما، آفتاب‌پرست، گلرنگ وحشی، گز، شوره، کاکل، مرغ، بهمن، کهور پارسی، خار شتر، استبرق می‌باشد.

## زیست جانوری
پستانداران: روباه معمولی، تشی، کاراکال، گربه جنگلی، خرگوش، جوجه تیغی
پرندگان: درنا، هوبره، فلامینگو، گیلانشاه، انواع پرستوی دریایی، باکلان، بوتیمار، اگرت، حواصیل، لک لک، غاز، آنقوت، اردک، خوتکا، گیلار، کورکور، سبزه قبا، ماهی خورک، چکاوک، سار، دراج، سلیم، کاکایی، یا کریم، دیدومک، بحری، بالابان، تیهو، کبک
آبزیان: لاک پشت‌های دریایی (از جمله لاک‌پشت پوزه‌عقابی) و ماهی‌ها شامل: مید، ماهی مرکب، گربه ماهی، گل دم، ساردین، هامور، سنگسر، زمین کن، راشگو، گواف، حلوا سفید، کفال، مار ماهی.
خزندگان: مارهای دریایی، مار جعفری، طلحه مار، کور مار، شتر مار